# Arachis benensis
Arachis benensis är en ärtväxtart som beskrevs av Antonio Krapovickas och Al. Arachis benensis ingår i släktet jordnötter, och familjen ärtväxter. Inga underarter finns listade i Catalogue of Life.